# Cooperativa Agrícola de Falset
La Cooperativa Agrícola de Falset és un monument del municipi de Falset (Priorat) inclòs en l'Inventari del Patrimoni Arquitectònic de Catalunya. Actualment forma la part de la Cooperativa Falset-Marçà inscrita en els cellers de la Denominació d'Origen Montsant.

## Descripció
Conjunt de dos edificis de dues i tres naus, bastits de maçoneria i obra vista, coberts per teulades i destinats a magatzems i cellers de la cooperativa agrícola de Falset. Les façanes presenten dos nivells, el baix amb portes diverses en nombre de 4 i algunes portes altes i el nivell superior amb un ampli finestral pentagonal per nau i estructurat d'obra vista. En una paret lateral hi ha tres àmplies portes per a operacions de càrrega i descàrrega. Actualment allotja un ampli celler i planta embotelladora, botiga de vendes, oficina de la caixa rural i amplis magatzems.

## Història
La cooperativa i la Caixa Rural Falsetana, creada el 10 d'agost del 1917 endegà, després de la construcció del celler cooperatiu, inaugurat el 1919, la construcció d'uns magatzems propers, vora la carretera. Les obres s'iniciaren el 1933 amb l'aixecament de les dues primeres naus i, tot seguit s'iniciaren les altres tres. La Guerra Civil interrompé les obres, que no foren continuades fins després del conflicte, utilitzant materials més lleugers.